# Абальдо, Матиас
Мати́ас Эсекиэ́ль Аба́льдо Мениу (исп. Matías Ezequiel Abaldo Menyou; род. 2 апреля 2004, Монтевидео) — уругвайский футболист, полузащитник аргентинского клуба «Химнасия и Эсгрима», выступающий на правах аренды за уругвайский «Дефенсор Спортинг».

## Клубная карьера
Абальдо — воспитанник клуба «Дефенсор Спортинг». 4 декабря 2021 года в матче против «Серро» он дебютировал в уругвайской Сегунде. 7 декабря в поединке против «Расинга» Матиас забил свой первый гол за «Дефенсор Спортинг». По итогам сезона Абальдо помог команде выйти в элиту. 5 февраля 2022 года в матче против столичного «Ливерпуля» он дебютировал в уругвайской Примере. По итогам сезона Матиас помог клубу завоевать Кубок Уругвая.
24 августа 2023 года Абальдо на правах аренды перешёл в аргентинский «Химнасия и Эсгрима». 13 сентября в матче против «Велес Сарсфилд» он дебютировал за новый клуб и забил дебютный гол.

## Международная карьера
В 2023 году в составе молодёжной сборной Уругвая Абальдо принял участие в молодёжном чемпионате Южной Америки в Колумбии. На турнире он сыграл в матчах против сборных Чили, Парагвая, Венесуэлы, а также дважды Эквадора.
В том же году Абальдо стал победителем молодёжного чемпионата мира в Аргентине. На турнире он сыграл в матчах против команд Ирака, Англии и Туниса. В поединках против англичан и иракцев Матиас забил по голу.

## Достижения
Клубные
 «Дефенсор Спортинг»
- Обладатель Кубка Уругвая — 2022

Международные
 Уругвай (до 20)
- Победитель молодёжного чемпионата мира — 2023